# Nævus sébacé
Le nævus sébacé est une forme de tumeur cutanée (prolifération cellulaire anormale des glandes sébacées), qui fait partie des tumeurs næviques.
C'est une malformation congénitale de la peau, qui apparait dans l'enfance, le plus souvent sur la face ou le cuir chevelu.

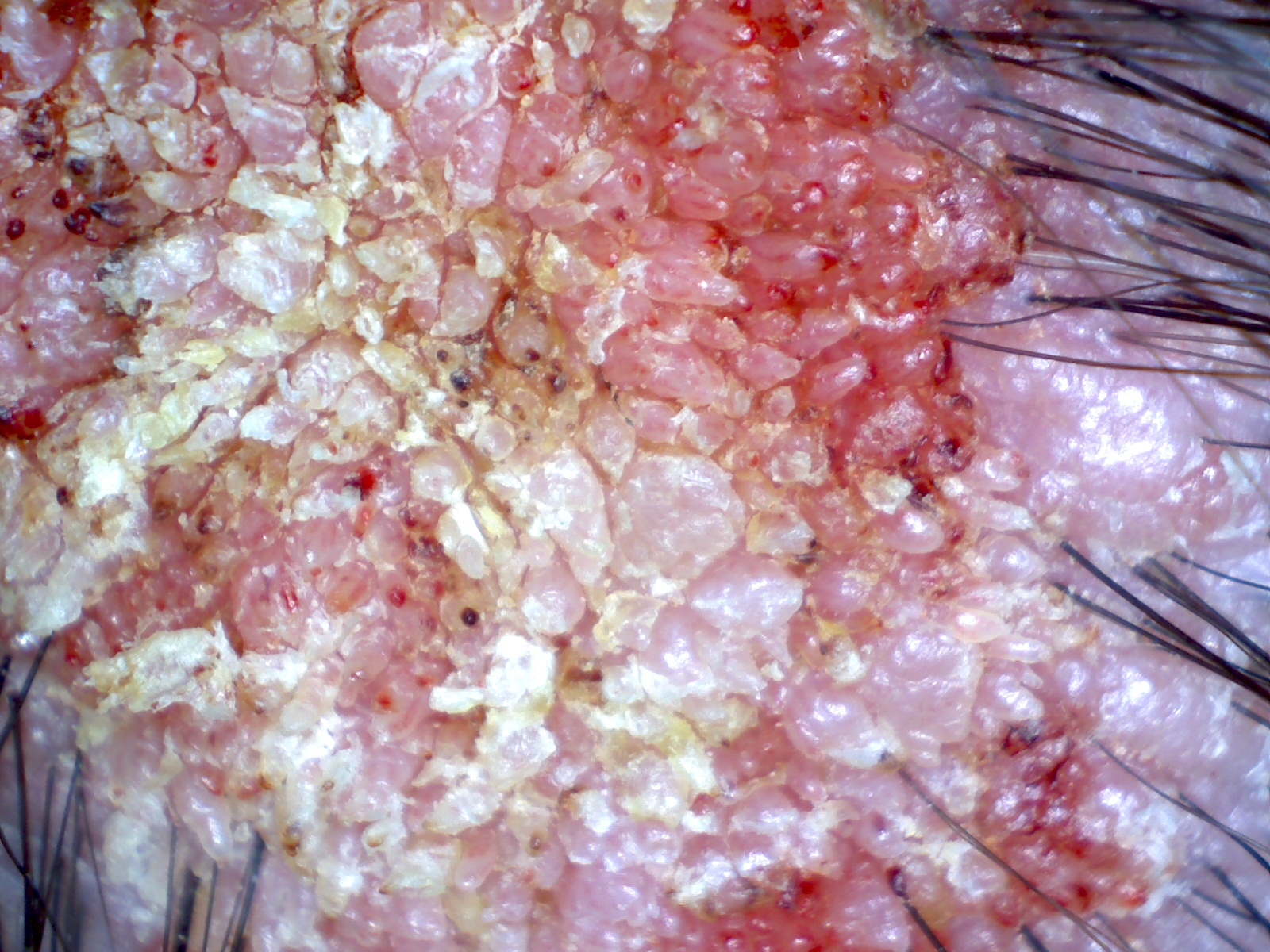
Nævus sebaceous vu en microscopie digitale (dans le cuir chevelu)

Son origine est encore mal comprise. Souvent, le nævus sébacé s'estompe après la naissance, mais subit une hyperplasie à la puberté ou chez l'adulte.
Une forme de nævus sébacé, le nævus sébacé de Jadassohn (en) (appelé également anetoderma Jadassohn ou hamartome sébacé de Jadassohn), plus souvent observée dans les années 1960 selon certains auteurs, bien qu'en soi assez bénigne, peut évoluer vers l'épithélioma et est donc à considérer comme un état précancéreux, à traiter ou surveiller,.
Une forme rare de nævus sébacé linéaire peut être associée en un syndrome à d'autres anomalies (alopécie, arriération mentale, rachitisme hypophosphatémique).

## Prévalence
Elle semble mal connue dans le monde.
Une étude ayant porté sur les « marques de naissance » d'importance médicale potentielle chez 4 641 nouveau-nés a trouvé 1,1 % des nouveau-nés porteurs d'un nævus nævocellulaire (en) et encore moins (0,3 %) porteurs d'un nævus sébacé.
Des prédispositions génétiques seraient éventuellement, dans quelques cas, possibles (quelques cas « familiaux » mère-fils sont connus dans le monde), à moins que dans ces cas d'autres facteurs « familiaux/environnementaux » puissent être en cause.